# Cyphorhinus thoracicus
Cyphorhinus thoracicus là một loài chim trong họ Troglodytidae.